# Hypsiscopus matannensis
Hypsiscopus matannensis — вид змій родини гомалопсових (Homalopsidae). Ендемік Індонезії.

## Поширення і екологія
Hypsiscopus matannensis мешкають на південному сході острова Сулавесі, зокрема в околицях озера Матано, а також на сусідніх островах Муна і Бутон. Вони живуть на болотах та на берегах струмків і річок, на висоті до 200 м над рівнем моря.